# Triplochrysa
Triplochrysa is een geslacht van insecten uit de familie van de gaasvliegen (Chrysopidae), die tot de orde netvleugeligen (Neuroptera) behoort.

## Soorten
- T. kimminsi New, 1980
- T. pallida Kimmins, 1952